# Le Monde de l'accordéon
Le Monde de l'accordéon est une émission de la première chaîne de l'ORTF, puis de TF1, spécialisée dans l'accordéon. Elle est présentée par Carole Chabrier (également présentatrice de TMC et RMC), puis par Jacqueline Huet qui en fut également co-productrice sur TF1 de janvier 1975 jusqu'en 1981.